# Сундски гавијал
Сундски гавијал или лажни гавијал (лат. Tomistoma schlegelii) је врста из породице правих крокодила, иако се у новије време овај његов статус оспорава, и могуће је да ће га научна заједница из ове преместити у породицу гавијала (Gavialidae). Облик њихове дуге и уске губице довео је и до овог имена, а према новијим истраживањима, могуће је да је заиста с` гавијалима него с` правим крокодилима. Сундски гавијал је монотипична врста (једина) у роду Томистома.

## Карактеристике
Сунсдки гавијал може достићи дужину до пет метара. Губица му је необично уска и издужена, а како у горњој тако и доњој чељусти има бројне уске и шиљасте зубе. Његове светлије до тамносмеђе тело је обележено тамнијим пругама и пегама. Видљиве су како код младих, тако и код одраслих животиња.

## Распрострањеност и угроженост
Ова врста крокодила живи искључиво у слаткој води језера, река и мочвара. Појављивање ове врсте у брактичној води није познато. Подручје на којем ове животиње живе обухвата Малајско полуострво и острва Борнео, Суматра и Јава, док њихова појавност на Сулавесију није доказана. На темељу налаза фосила сматра се да су још у време династије Минг (1368—1644) живели на југу Кине. Познати су и фосилни остаци њихових сродника и у Сједињеним Америчким Државама и у Европи.
Данас су сундски гавијали врло угрожени. Према процени „Tomistoma Task Force” „IUCN/SSC Crocodile Specialist Group” у природи живи још само око 2.500 јединки. Угрожава их уништавање њихових станишта сечом шума, исушивањем мочварних тресетишта и криволов.

## Начин живота и размножавање
Сундски гавијал живи повучено и врло је уморна животиња. Храни се претежно рибама, али и другим мањим кичмењацима, као што су водоземци, други гмизавци, птице и сисари. Женке граде брежуљкаста гнезда од биљног материјала најчешће у пондожју стабла. 
Брига о подмлатку упоредива је са другим крокодилима.